# Udo Nöger
Udo Nöger (* 1961 in Enger) ist ein deutscher Künstler, der einem gestisch-abstrakten Neo-Expressionismus zugeordnet wird.

## Leben
Von 1984 bis 1990 besuchte er die Fachhochschule Bielefeld, von 1990 bis 1992 folgten weitere Studienaufenthalte in Paderborn, Berlin und Spanien. Hier kam es bereits zu ersten größeren Ausstellungsbeteiligungen und Einzelausstellungen. Als Stipendiat des Heinz Nixdorf Instituts verbrachte Nöger ab 1993 jeweils zwei Jahre in New York (1970–1972) und Denver (1990–1992). Als prägend für seine künstlerische Entwicklung gelten besonders Nögers Aufenthalte auf der Osterinsel und auf Rarotonga Ende der 1980er Jahre. Mit der Wanderausstellung Rongorongo erwies er der Kultur der Polynesier seine Hochachtung. Insbesondere der auf afrikanische und ozeanische Kunst spezialisierte Kunsthistoriker und  Galerist Günter Hepe förderte Nöger und widmete ihm 1987/88 und 1998 je eine Einzelausstellung. Dabei wurden die stilistischen Parallelen zur Kunst Ozeaniens in den Fokus gestellt. Durch mehrere Stipendien und Ausstellungsprojekte seit den 1990er Jahren siedelte Nöger ab 1999 dauerhaft in die USA über.
Nöger nahm an zahlreichen Einzel- und Gruppenausstellungen in Europa, Asien, Nord- und Südamerika Teil. Seine Werke befinden sich in internationalen Museen und in Privatbesitz, etwa in den  Kunstsammlungen von Halle Berry, Sylvester Stallone, Elton John und Bill Gates.
Nöger lebt und arbeitet in San Diego. Regelmäßig besucht er Europa und insbesondere seine Heimatregion zu Studienzwecken und zur Inspiration.

## Werk
Abgesehen von Nögers auf Leinwand und Bütten geschaffenen abstrakten Darstellungen seines Frühwerks, die an Höhlenmalereien oder Piktogramme erinnern, er besonders für seine monochromatischen Arbeiten in Grautönen bekannt, die erscheinen, als würden sie selbst Licht ausstrahlen. Nöger erreicht diesen Effekt, indem er mehrere Bahnen Stoff oder Leinwand auf einen Rahmen spannt, die wiederum vorher bemalt oder beschnitten wurden. Deshalb wirken die Arbeiten an manchen Stellen lichtdurchlässiger als an anderen. Nöger ist auch dafür bekannt, die Stoffunterseite zu bemalen und Materialien unterschiedlicher Stärke, Schattierung und Trübung zu verwenden. Diese Technik ist daher an der Grenze von Malerei und skulpturaler Gestaltung angesiedelt.

## Ausstellungen (Auswahl)

### Einzelausstellungen
- 2001: Kunstverein Lippstadt
- 2001: Museum of Contemporary Art Boulder
- 2005: Museum of Contemporary Art Denver
- 2006: Siegerlandmuseum
- 2006: Daum Museum of Contemporary Art, Sedalia
- 2006: Art & Cultural Center, Maui
- 2007: Museum Schloss Morsbroich, Leverkusen
- 2008: Kunsthalle Krems, Wien
- 2008: Museo de Arte y Diseno Contemporaneo, San Jose, Costa Rica
- 2011: Retrospective Works from 1980–2011, Karl Ernst Osthaus-Museum, Hagen
- 2011: Museum of Contemporary Art, Honolulu
- 2013: Museo de Arte y Diseno Contemporaneo, San Jose, Costa Rica
- 2013: Kunsthalle Krems, Wien

### Gruppenausstellungen
- 1989: Haus der Kunst, München
- 1999: Kunsthalle Bielefeld
- 1999: Heads and Vessels, Contemporary Art Center of Peoria, Peoria[2]